# Renato Dionisi
Pour les articles homonymes, voir Renato Dionisi (homonymie).
Renato Dionisi (né le 21 novembre 1947 à Nago-Torbole) est un athlète italien, spécialiste du saut à la perche.

## Biographie
Médaillé de bronze des Championnats d'Europe de 1971, derrière l'Est-Allemand Wolfgang Nordwig et le suédois Kjell Isaksson, Renato Dionisi remporte le titre des Championnats d'Europe en salle de 1973, à Rotterdam, en devançant avec une barre à 5,40 m l'Allemand Hans-Jürgen Ziegler et le Français Jean-Michel Bellot.
Il remporte douze titres de champion d'Italie du saut à la perche : dix en plein air en 1964, 1965, 1966, 1967, 1968, 1969, 1970, 1971, 1977 et 1978, et deux en salle en 1971 et 1973.

### Palmarès
| Date | Compétition                    | Lieu      | Résultat | Marque |
| ---- | ------------------------------ | --------- | -------- | ------ |
| 1967 | Jeux méditerranéens            | Tunis     | 2e       | 4,90 m |
| 1971 | Championnats d'Europe          | Helsinki  | 3e       | 5,35 m |
| 1973 | Championnats d'Europe en salle | Rotterdam | 1er      | 5,40 m |
| 1975 | Jeux méditerranéens            | Alger     | 3e       | 5,00 m |
| 1975 | Universiade                    | Rome      | 3e       | 5,10 m |
| 1976 | Championnats d'Europe en salle | Munich    | 3e       | 5,30 m |

### Records
| Épreuve          | Performance | Lieu | Date |
| ---------------- | ----------- | ---- | ---- |
| Saut à la perche | 5,45 m      |      | 1972 |